# Combleux
Combleux és un municipi francès, situat al departament del Loiret i a la regió de Centre – Vall del Loira. L'any 2007 tenia 456 habitants.

## Demografia

### Població
El 2007 la població de fet de Combleux era de 456 persones. Hi havia 186 famílies, de les quals 44 eren unipersonals (12 homes vivint sols i 32 dones vivint soles), 67 parelles sense fills, 63 parelles amb fills i 12 famílies monoparentals amb fills.
La població ha evolucionat segons el següent gràfic:
Habitants censats

### Habitatges
El 2007 hi havia 224 habitatges, 191 eren l'habitatge principal de la família, 24 eren segones residències i 9 estaven desocupats. 218 eren cases i 5 eren apartaments. Dels 191 habitatges principals, 161 estaven ocupats pels seus propietaris, 27 estaven llogats i ocupats pels llogaters i 4 estaven cedits a títol gratuït; 3 tenien una cambra, 5 en tenien dues, 16 en tenien tres, 34 en tenien quatre i 134 en tenien cinc o més. 162 habitatges disposaven pel capbaix d'una plaça de pàrquing. A 72 habitatges hi havia un automòbil i a 107 n'hi havia dos o més.

### Piràmide de població
La piràmide de població per edats i sexe el 2009 era:
| Homes | Edats   | Dones |
| ----- | ------- | ----- |
| 0     | 95 o +  | 0     |
| 0     | 90 a 94 | 0     |
| 0     | 85 a 89 | 4     |
| 8     | 80 a 84 | 0     |
| 16    | 75 a 79 | 20    |
| 4     | 70 a 74 | 8     |
| 20    | 65 a 69 | 16    |
| 12    | 60 a 64 | 12    |
| 8     | 55 a 59 | 8     |
| 8     | 50 a 54 | 24    |
| 40    | 45 a 49 | 16    |
| 12    | 40 a 44 | 24    |
| 8     | 35 a 39 | 20    |
| 8     | 30 a 34 | 4     |
| 4     | 25 a 29 | 4     |
| 12    | 20 a 24 | 12    |
| 12    | 15 a 19 | 8     |
| 20    | 10 a 14 | 12    |
| 12    | 5 a 9   | 16    |
| 8     | 0 a 4   | 12    |

## Economia
El 2007 la població en edat de treballar era de 269 persones, 187 eren actives i 82 eren inactives. De les 187 persones actives 182 estaven ocupades (95 homes i 87 dones) i 5 estaven aturades (3 homes i 2 dones). De les 82 persones inactives 28 estaven jubilades, 30 estaven estudiant i 24 estaven classificades com a «altres inactius».

### Ingressos
El 2009 a Combleux hi havia 190 unitats fiscals que integraven 488 persones, la mediana anual d'ingressos fiscals per persona era de 29.642,5 €.

### Activitats econòmiques
Dels 14 establiments que hi havia el 2007, 1 era d'una empresa de construcció, 6 d'empreses de comerç i reparació d'automòbils, 1 d'una empresa d'hostatgeria i restauració, 1 d'una empresa d'informació i comunicació, 1 d'una empresa immobiliària, 2 d'empreses de serveis i 2 d'entitats de l'administració pública.
L'únic servei als particulars que hi havia el 2009 era una agència immobiliària.

## Equipaments sanitaris i escolars
El 2009 hi havia una escola elemental.

## Poblacions més properes
El següent diagrama mostra les poblacions més properes.